# Bobby Conn

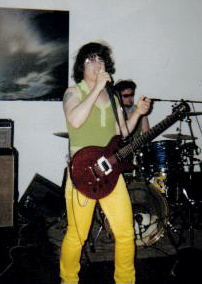
Bobby Conn

Bobby Conn, eigentlich Jeffrey Stafford (* 13. Juni 1967 in New York), ist ein US-amerikanischer Musiker, Songwriter und Performance-Künstler, der in Chicago lebt. Laut Tapete Records entstammt er „der Chicagoer No-Wave- und Performance-Szene der 1990er Jahre, entwickelte aber eine Reputation für extravagant-exzessive Performances, satirisch-politische Texte und experimentellen, Soul-basierten Art-Rock“. Juliane Liebert bezeichnete ihn in der Süddeutschen Zeitung als den „Derwisch von Absurdistan“.

## Biografie
Geboren als Jeffrey Stafford in New York, verbrachte Conn einen Großteil seiner Jugend in Chicago. Seine musikalische Karriere begann in einem Hardcore-Punk-Trio namens „The Broken Kockamamies“ an der Highschool.
1989 spielte Conn Gitarre in dem Avantgarde-Rock-Quartett „Conducent“. Neben Conn an der Gitarre waren dabei: Rex Jenny (Bass und Gesang), DeShawn (Schlagzeug und Gesang) sowie Le Deuce (Loops, Beats und Atmosphäre). Der ungewöhnliche Sound von Conducent hatte seinen Ursprung in der Improvisation und reifte in der „Open Mic“-Bewegung.
Nach der Auflösung von Conducent 1994 begann Conn eine Solokarriere. Seine erste Band bestand aus dem vorherigen Conducent-Mitglied Adam „DJ Le Deuce“ Greuel an den Turntables und Conns Partnerin Julie Pomerleau – auch bekannt als Monica BouBou – an der elektrischen Violine. Mit Monica BouBou tritt er auch als Elektro-Duo auf, mit DJ Le Deuce hat er die wöchentliche Radiosendung „Post Modern Talking“.

## Diskografie

### Alben
- 1997: Bobby Conn
- 1998: Rise Up!
- 2001: The Golden Age
- 2004: The Homeland mit The Glass Gypsies
- 2005: Live Classics Vol. 1 mit The Glass Gypsies
- 2007: King for a Day
- 2012: Macaroni mit The Burglars
- 2020: Recovery

### EP
- 1999: Llovessonngs

### Singles
- 1995: Who’s the Paul? / The Sportsman
- 1996: Never Get Ahead / Me, Most of All
- 2002: Winners CD-Single
- 2007: On the Farm / Don’t Worry